# Landgericht Coburg

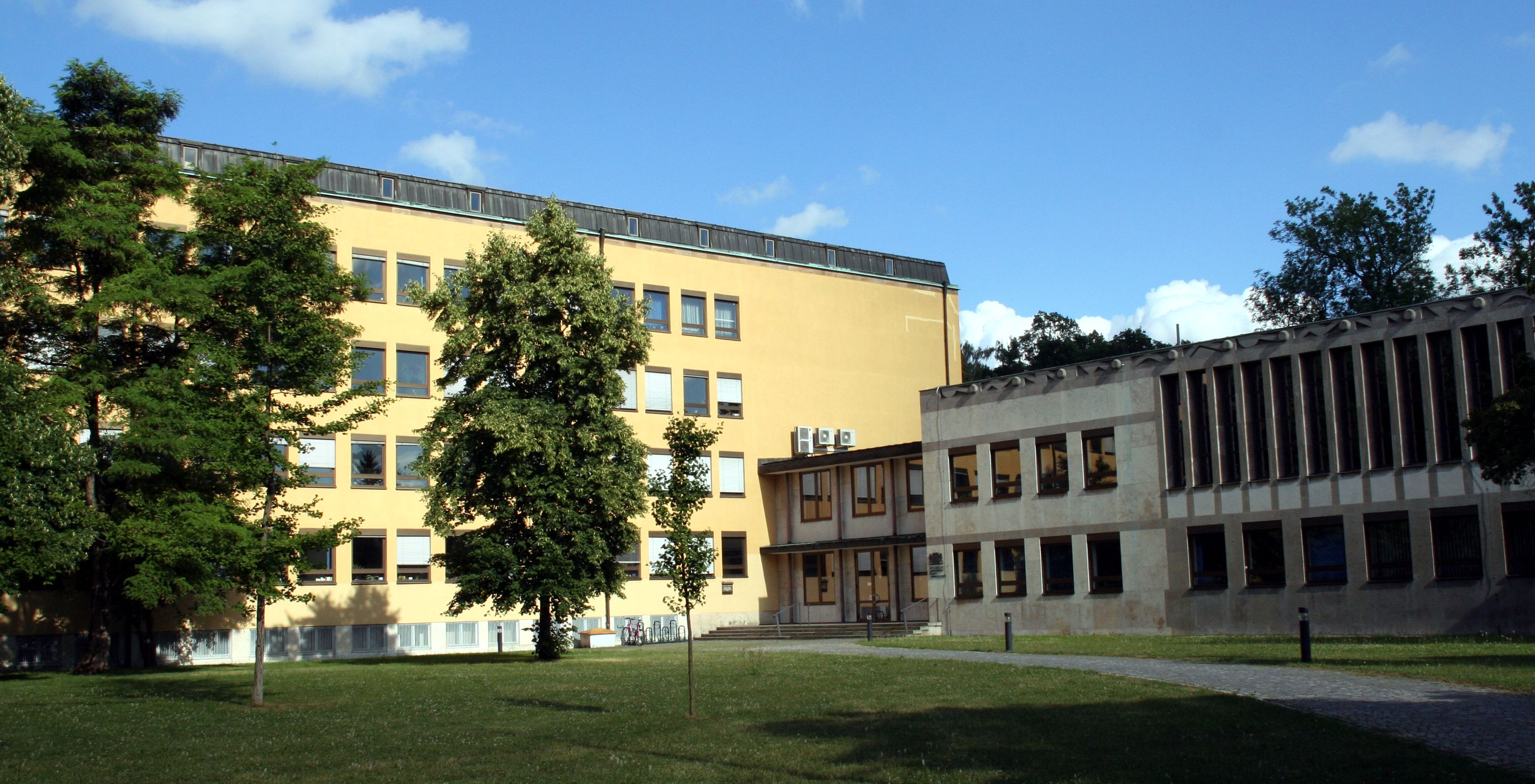
Justizgebäude in der Ketschendorfer Straße 1 (2008)

Das Landgericht Coburg ist ein Gericht der ordentlichen Gerichtsbarkeit. Es ist eines von 22 Landgerichten (LG) im Freistaat Bayern.

## Geschichte

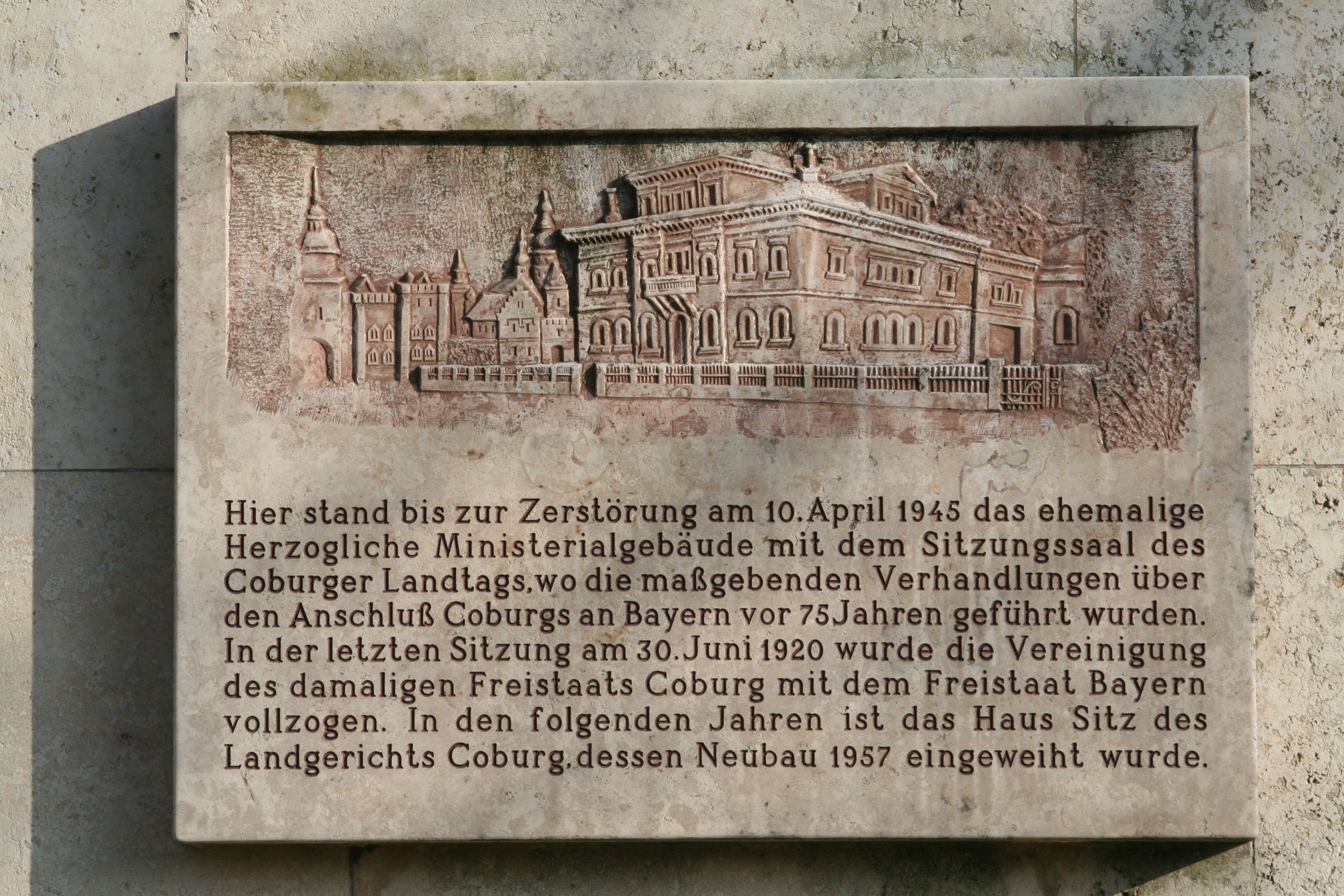
Gedenktafel

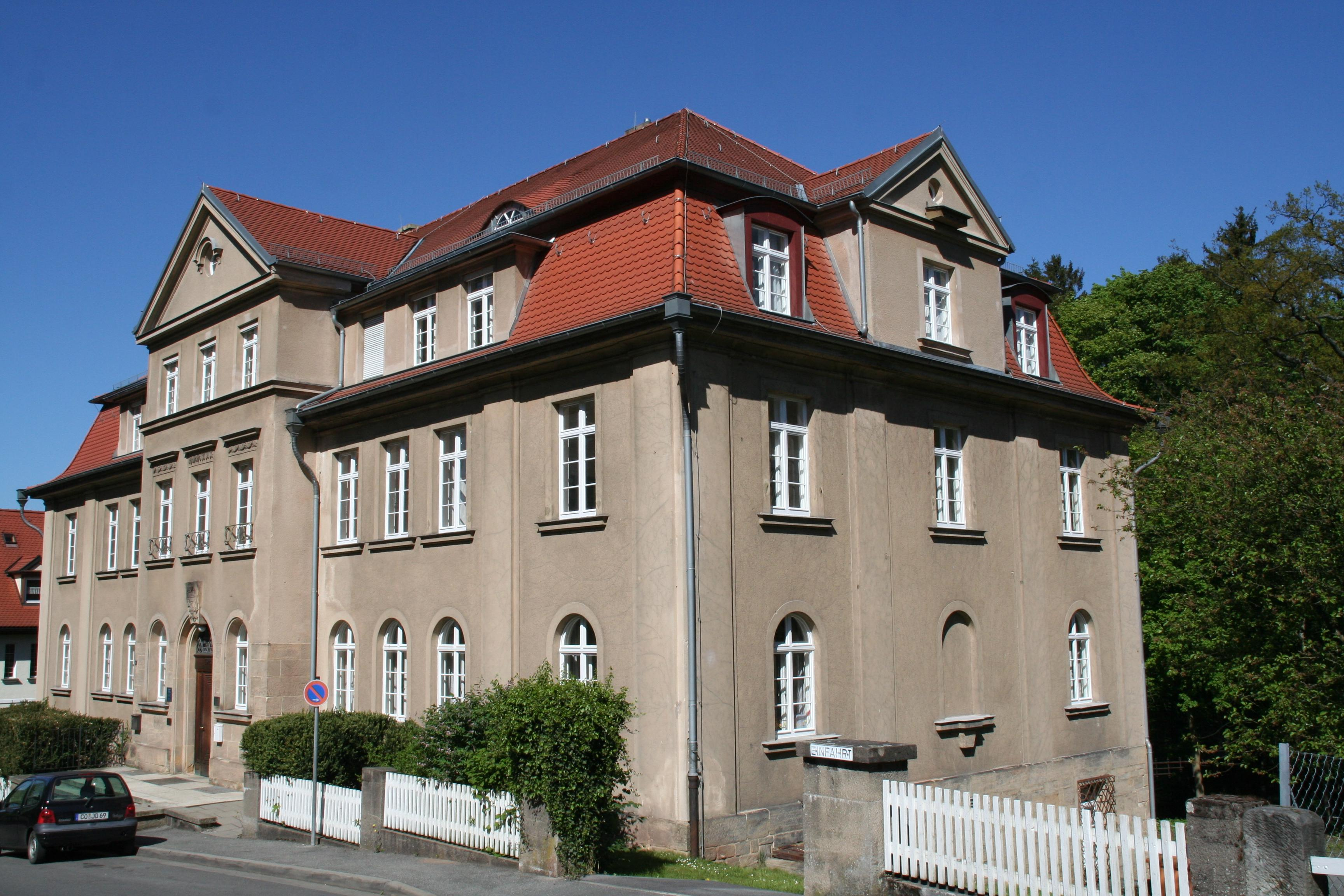
Elsässer Straße 9 (2008)

Im Staatsvertrag über die Vereinigung des Freistaates Coburg mit dem Freistaat Bayern wurde 1920 Coburg die Einrichtung eines Landgerichts als Ersatz für das aufzulösende Staatsministerium zugesagt. Der zum 1. April 1921 errichtete Landgerichtsbezirk Coburg umfasste schließlich die alten coburgischen Amtsgerichte Coburg, Neustadt, Rodach, Sonnefeld und Königsberg sowie, da sonst zu klein, weitere bayerische Amtsgerichtsbezirke. Dies waren aus dem Landgerichtsbezirk Bamberg die Amtsgerichte Lichtenfels, Kronach, Ludwigsstadt und Nordhalben sowie aus dem Landgerichtsbezirk Bayreuth das Amtsgericht Weismain. Bamberg bekam dafür ersatzweise die Amtsgerichte Hofheim, Eltmann und Haßfurt des Landgerichtsbezirks Schweinfurt. Die neue Zuständigkeit des Landgerichts Coburg für die bayerischen Amtsgerichte führte zu starken, aber letztendlich erfolglosen Protesten durch die betroffenen Bürger, Städte und Gerichte.
Am 1. April 1921 eröffnete der bayerische Justizminister Christian Roth das Landgericht im ehemaligen Coburger Ministerial- und Landtagsgebäude feierlich. Das Landgerichtsgebäude wurde am 10. April 1945 während der Kämpfe um Coburg durch Brand vollständig zerstört. Die Aufnahme des Gerichtsbetriebes folgte am 25. März 1946, anfangs im Stadthaus am Marktplatz. Ab Januar 1947 waren Räume im früheren herzöglichen Vermögensverwaltungsgebäude in der Elsässer Straße Nr. 9 in Nutzung, zwei Jahre später auch im ehemaligen Hotel Reichsgraf in der Bahnhofstraße 39.
Ein Neubau für die Coburger Justizbehörden wurde 1953 in der Ketschendorfer Straße an der Stelle des alten Gerichtsgebäudes in Angriff genommen. Das Landgericht zog dort 1955 ein. Die Einweihung des Gesamtkomplexes folgte am 23. März 1957.

## Landesarbeitsgericht Coburg
Gemäß Arbeitsgerichtsgesetz vom 23. Dezember 1926 wurden in Deutschland Arbeitsgerichte gebildet. Diese waren nur in der ersten Instanz organisatorisch selbstständige Gerichte, die Landesarbeitsgerichte waren den Landgerichten zugeordnet. Am Landgericht Coburg entstand so 1927 das Landesarbeitsgericht Coburg als eines von 23 Landesarbeitsgerichten in Bayern. Sein Sprengel umfasste die Arbeitsgerichte Coburg, Kronach, Lichtenfels und Ludwigsstadt. Das Landesarbeitsgericht Coburg wurde bereits zum 1. Januar 1930 aufgehoben, da die Zahl der Landesarbeitsgerichte auf sieben reduziert wurde. Die Aufgaben übernahm das Landesarbeitsgericht Bamberg.

## Gebäude
Im Jahr 1835 veranlasste Herzog Ernst I. den Bau des Augustenstifts, das vor dem Äußeren Ketschentor errichtet wurde. Ab 1842 war das Anwesen Wohnsitz des Erbprinzenpaares Ernst II. und Alexandrine. Von 1844 bis 1918 diente es als Herzogliches Ministerialgebäude und ab 1921 als Landgericht.
Der Neubau des Justizgebäudes für das Land- und Amtsgericht von 1953/54 entstand nach Plänen des Regierungsbaurates Sauer. Es wird als das besterhaltene Coburger Bauwerk aus dieser Epoche betrachtet. Die dreiteilige Baugruppe besteht aus einem östlich angeordneten viergeschossigen Riegelbau, der vor allem als Verwaltungsgebäude dient, einem südwestlich davor liegenden zweigeschossigen Atriumhaus, das Sitzungsgebäude, und einem zweigeschossigen, dreiachsigen Gebäude mit dem Haupteingang als Verbindungsflügel.
Der Ostflügel ist gekennzeichnet durch eine Putzfassade mit 24 Achsen, wobei der Nebeneingang in der Casimirstraße mit einer Kalksteinverkleidung ausgestattet wurde, die durch ein Flachrelief mit zwei Löwen, einem Menschen und einer Inschrift geschmückt ist.
Das Sitzungsgebäude weist eine Natursteinfassade aus hellem und dunkeln Kalkstein auf, die auf der Nordseite vor den Sitzungssäalen im Obergeschoss durch schmale Fensterstreifen wie ein moderner Rasterbau gegliedert ist. Umlaufende, dunklere Horizontalbänder oberhalb der Fenster und ein oberes Zackenband mit Zylindern strukturieren zusätzlich die Fassade. In der Südecke des Haupthauses ist ein markantes Treppenhaus mit ovalem Treppenauge vorhanden, eine typische Konstruktion der 1950er Jahre. Die gekrümmten Wände sind mit gelblichen Quaderfeldern auf Putz bemalt, wobei auch geometrische Motive und ein stilisierter Löwe auftauchen. Die östliche Treppenhauswand, in den unteren beiden Geschossen als dunkelgraue fünffeldrige Zone gestaltet, weist im Erdgeschoss eine Grisailledarstellung eines Hirten auf, die Blasius Spreng zugeordnet wird, im ersten Obergeschoss sind zwei Coburger Embleme eingesetzt.

## Landgerichtsbezirk
Der Bezirk des LG Coburg erstreckt sich neben der kreisfreien Stadt Coburg auf folgende Landkreise:
- Coburg
- Kronach
- Lichtenfels

## Über- und nachgeordnete Gerichte
Das Landgericht Coburg ist eines von sieben Landgerichten, denen das Oberlandesgericht Bamberg übergeordnet ist; nachgeordnet sind die Amtsgerichte in Coburg, Kronach und Lichtenfels.

## Organisation
Das Landgericht verfügt über vier Zivilkammern, drei Strafkammern, eine Jugendkammer, eine Kammer für Handelssachen und zwei Strafvollstreckungskammern.

## Richter

### Präsidenten
- Friedrich Höpfel (1921–1931)
- Friedrich Winkler (1931–1937)
- August Göpfert (1937–1945)
- Paul Fichte (1946–1951)
- Wilhelm Alwens (1951–1958)
- Gotthilf Herrmann (1958–1967)
- Hubert Fischer (1967–)
- N. N.
- Kurt Amend (–1993)
- Klaus Budewig (1993–1995)
- Peter Schauff (1995–1998)
- Friedrich Eichfelder (1998–2009)[6]
- Friedrich Krauß (2009–2015)
- Anton Lohneis (2015–2019)
- Ursula Haderlein (2019–2022)
- Raffaele Trotta (seit 16. Oktober 2022)

### Andere Richter
- Hans Woldemar Schack (Direktor, 1921–1930)
- Hartmut Guhling (Richter, 1999–2009)